# Masters de tennis féminin 2008
Le Masters de tennis féminin est un tournoi de tennis professionnel féminin. L'édition 2008, classée en catégorie Masters, se dispute à Doha du 4 au 9 novembre 2008.
Venus Williams remporte le simple dames. En finale, elle bat Vera Zvonareva, décrochant à cette occasion le 39e titre de sa carrière sur le circuit WTA.
L'épreuve de double voit quant à elle s'imposer Cara Black et Liezel Huber.

## Faits marquants
Les Masters de fin de saison se déroulent pour la première fois dans la capitale qatarie. La dotation financière (4 450 000 $), en hausse de près de 50 % par rapport à l'édition de Madrid l'année précédente, constitue en outre un record pour une épreuve de tennis strictement féminin ; à elle seule, la gagnante du simple empoche 1 340 000 $.
Trois des huit joueuses en compétition se sont à tour de rôle partagées la place de numéro un mondiale au cours de la saison 2008 (Jelena Janković, Ana Ivanović et Serena Williams), annonçant une compétition des plus indécises où ne manque que Maria Sharapova (blessée à l'épaule et seulement 9e à la Race).

### Matchs de poule
Dans le groupe bordeaux, Venus Williams est la première à se qualifier pour les demi-finales grâce à trois succès convaincants, dont un acquis face à sa sœur cadette Serena. Cette dernière, forfait pour son troisième et dernier match, abandonne ipso facto sa place dans le dernier carré à Elena Dementieva ; accessoirement, l'Américaine offre à Nadia Petrova, sur le banc de touche, le loisir de disputer un match (sans enjeu). Dinara Safina, pourtant deuxième  mondiale, s'écroule en perdant ses trois rencontres sans gagner le moindre set.
Dans le groupe blanc, ce sont Jelena Janković et la surprenante Vera Zvonareva qui tirent leurs marrons du feu, battant chacune Svetlana Kuznetsova et Ana Ivanović, trop inconstantes. Victime d'un virus, Ivanović renonce à jouer son dernier duel, à la joie de la jeune Agnieszka Radwańska, première remplaçante catapultée pour la première fois de sa carrière dans la prestigieuse compétition.

### Demi-finales
Dans la première demi-finale, Vera Zvonareva s'impose en trois sets face à sa compatriote Elena Dementieva. Pour sa deuxième participation aux Masters, Zvonareva accède donc à la finale.
Venus Williams, dans la seconde demi-finale, parvient à faire tomber, également en trois sets, l'actuelle numéro un mondiale Jelena Janković. C'est aussi la première fois que l'Américaine accède à ce stade de la compétition.
À noter que les deux finalistes ont été les dernières joueuses à obtenir leur ticket pour disputer la compétition.

### Finale
L'aînée des sœurs Williams s'impose au terme d'un match de plus de deux heures. Après avoir perdu le premier set au tie-break 7-5 (ayant pourtant mené 5 points à 1), elle impose son rythme et déroule dans le second set (6-0). Dans la troisième manche, Zvonareva s'énerve et lance sa raquette à plusieurs reprises. Venus Williams en profite (6-2) et soulève pour la première fois le trophée des Masters que lui remet l'ancienne championne Billie Jean King.

### Double dames
L'épreuve voit s'imposer les numéros un mondiales et tenantes du titre, Cara Black et Liezel Huber, face à la paire Květa Peschke et Rennae Stubbs en finale.

## Fonctionnement de l'épreuve
L'épreuve se dispute selon les modalités dites du « round robin ». Les huit meilleures joueuses de la saison sont séparées en deux groupes de quatre : un groupe dit « blanc » et l'autre « bordeaux », correspondant aux couleurs du drapeau qatari. S'affrontant toutes entre elles, seules les deux premières joueuses de chacun sont conviées en demi-finale, avant l'ultime confrontation pour le titre. 
Le double dames aligne les quatre paires les plus performantes de l'année dans un classique tableau à élimination directe (demi-finales et finale).

## Primes et points
| Tour                           | Prime       | Points |
| ------------------------------ | ----------- | ------ |
| Victoire                       | 1 340 000 $ | 750    |
| Finale                         | 715 000 $   | 525    |
| 3 victoires en Round Robin     | 400 000 $   | 345    |
| 2 victoires en Round Robin     | 300 000 $   | 265    |
| 1 victoire en Round Robin      | 200 000 $   | 185    |
| Aucune victoire en Round Robin | 100 000 $   | 105    |

| Tour       | Prime     | Points |
| ---------- | --------- | ------ |
| Victoire   | 375 000 $ | 750    |
| Finale     | 187 500 $ | 525    |
| 1/2 finale | 93 750 $  | 345    |

Source: (en) Tableaux officiels de la WTA : simple — double — qualifications [PDF].

## Résultats en simple

### Groupe I (blanc)
| # | Vainqueur           | Adversaire          | Score          |
| 1 | Vera Zvonareva      | Svetlana Kuznetsova | 6-2, 6-3       |
| 2 | Jelena Janković     | Ana Ivanović        | 6-3, 6-4       |
| 3 | Vera Zvonareva      | Ana Ivanović        | 6-3, 6-75, 6-4 |
| 4 | Jelena Janković     | Svetlana Kuznetsova | 7-66, 6-4      |
| 5 | Vera Zvonareva      | Jelena Janković     | 2-6, 6-3, 6-4  |
| 6 | Agnieszka Radwańska | Svetlana Kuznetsova | 6-2, 7-5       |

| # | N°   | Joueuse             | Matchs gagnés-perdus | Sets gagnés-perdus |
| 1 | (8)  | Vera Zvonareva      | 3-0                  | 6-2                |
| 2 | (1)  | Jelena Janković     | 2-1                  | 5-2                |
| 3 | (10) | Agnieszka Radwańska | 1-0                  | 2-0                |
| 4 | (6)  | Svetlana Kuznetsova | 0-3                  | 0-6                |
| 5 |      | Ana Ivanović        | 0-2                  | 1-4                |

### Groupe II (bordeaux)
| # | Vainqueur        | Adversaire       | Score         |
| 1 | Venus Williams   | Dinara Safina    | 7-5, 6-3      |
| 2 | Venus Williams   | Elena Dementieva | 6-4, 4-6, 6-3 |
| 3 | Serena Williams  | Dinara Safina    | 6-4, 6-1      |
| 4 | Venus Williams   | Serena Williams  | 5-7, 6-1, 6-0 |
| 5 | Elena Dementieva | Dinara Safina    | 6-2, 6-4      |
| 6 | Elena Dementieva | Nadia Petrova    | 6-4, 4-6, 6-4 |

| # | N°  | Joueuse          | Matchs gagnés-perdus | Sets gagnés-perdus |
| 1 | (7) | Venus Williams   | 3-0                  | 6-2                |
| 2 | (5) | Elena Dementieva | 2-1                  | 5-3                |
| 3 |     | Serena Williams  | 1-1                  | 3-2                |
| 4 | (2) | Dinara Safina    | 0-3                  | 0-6                |
| 5 |     | Nadia Petrova    | 0-1                  | 1-2                |

### Tableau final
|  |                  |            |                |            |            |                |     |        |        |        |        |        |
|  | 1/2 finale       | 1/2 finale | 1/2 finale     | 1/2 finale | 1/2 finale |                |     | Finale | Finale | Finale | Finale | Finale |
|  |                  |            |                |            |            |                |     |        |        |        |        |        |
|  |                  |            |                |            |            |                |     |        |        |        |        |        |
|  | Vera Zvonareva   | (8)        | 7              | 3          | 6          |                |     |        |        |        |        |        |
|  | Vera Zvonareva   | (8)        | 7              | 3          | 6          |                |     |        |        |        |        |        |
|  | Elena Dementieva | (5)        | 67             | 6          | 3          |                |     |        |        |        |        |        |
|  | Elena Dementieva | (5)        | 67             | 6          | 3          | Vera Zvonareva | (8) | 7      | 0      | 2      |        |        |
|  |                  |            |                |            |            | Vera Zvonareva | (8) | 7      | 0      | 2      |        |        |
|  |                  |            | Venus Williams | (7)        | 65         | 6              | 6   |        |        |        |        |        |
|  | Jelena Janković  | (1)        | Venus Williams | (7)        | 65         | 6              | 6   | 2      | 6      | 3      |        |        |
|  | Jelena Janković  | (1)        |                |            |            |                |     | 2      | 6      | 3      |        |        |
|  | Venus Williams   | (7)        | 6              | 2          | 6          |                |     |        |        |        |        |        |
|  | Venus Williams   | (7)        | 6              | 2          | 6          |                |     |        |        |        |        |        |